# Kenilworth (New Jersey)
Kenilworth – miejscowość w hrabstwie Union w stanie New Jersey w USA.
- Liczba ludności (2000) – ok. 7,7 tys.
- Powierzchnia – 5,5 km²
- Położenie – 40°40′29″N i 74°17′27″W